# Брет Фрејзер
Брет Мајкл Фрејзер (енгл. Brett Michael Fraser; Џорџтаун, 28. август 1989) кајмански је пливач чија ужа специјалност су трке слободним стилом. Двоструки је кајмански олимпијац са Игара у Пекингу 2008. и Лондону 2012. и носилац заставе своје земље на дефилеу нација током свечане церемоније отварања Игара у Лондону. Освајач је златне медаље на Панамеричким играма у Гвадалахари 2011. године. 
Његов старији брат Шон је такође некадашњи пливач и троструки олимпијац. 

## Спортска каријера
На међународној пливачкој сцени је дебитовао у априлу 2008. на Светском првенству у малим базенима одржаном у Манчестеру. Неколико месеци касније је наступио на Олимпијским играма у Пекингу где је заузео 29. место у квалификацијама трке на 200 леђно. 
Током каријере Фрејзер се такмичио на светским првенствима у Риму 2009, Шангају 2011. и Квангџуу 2019, а најбољи резултат на светским првенствима у великим базенима му је било 17. место испливано у квалификацијама трке на 100 слободно у Шангају. Пливао је и на светском првенству у малим базенима у Дохи 2014, те на Играма комонвелта у Глазгову 2018. године (5. место на 50 делфин). 
Највеће успехе у каријери је постизао на Панамеричким играма са којих има освојену златну медаљу из Гвадалахаре 2011. године. 
Фрејзер је представљао Кајманска Острва и на Олимпијским играма у Лондону 2012. где је носио заставу своје земље на свечаној церемонији отварања. У Лондону је пливао у све три спринтерске трке слободним стилом, а у тркама на 100 и 200 слободно се пласирао у полуфинала (15. и 12. место), док је трку на 50 слободно завршио на 32. месту у квалификацијама.  